# Ryūshi Kawabata
Ryūshi Kawabata (川端 龍子?; Wakayama, 6 giugno 1885 – Tokyo, 10 aprile 1966) è stato un pittore giapponese partecipe del movimento artistico Nihonga, attivo durante il periodo Taishō e Shōwa. Ryūshi era il suo pseudonimo d’arte. Il suo vero nome era Shotarō.  Fu un grande sostenitore dell’arte concepita per uso pubblico da esporre nelle strutture civili e religiose comunitarie, in alternativa all’arte esposta nella riservatezza della casa privata. È considerato una delle figure di rilievo in ambito della pittura Nihonga.

## Biografia
Nato a Wakayama, nella prefettura omonima, si trasferisce con la famiglia a Tokyo in 1895. 
Inizialmente studia letteratura con il maestro e poeta Kawabata Hoja, che lo introduce nel circolo letterario che ruota attorno alla rivista Hototogisu.  Successivamente i suoi interessi si indirizzano all’arte e si dedica allo studio delle tecniche pittoriche promosse dal movimento artistico yōga, di derivazione occidentale, entrando come apprendista nel laboratorio-studio di Hakubakai.
A 18 anni partecipa al concorso di illustrazione indetto dal quotidiano Yomiuri Shimbun e il suo disegno viene selezionato. Da qui in poi lavora con continuità realizzando illustrazioni per quotidiani e riviste e nel contempo approfondisce lo studio della pittura a olio.
Nel 1913 compie un viaggio di studio negli Stati Uniti per completare la propria preparazione artistica nelle tecniche pittoriche occidentali. A Boston ha occasione di visitare la collezione giapponese custodita al Museo delle Belle Arti, ne apprezza la pittura e ne coglie in particolare il dinamismo delle rappresentazioni di guerra unito una rappresentazione molto decorativa.
Al ritorno in patria nel 1914 abbandona la pratica della pittura yōga e si avvicina al movimento artistico Nihonga, movimento orientato al recupero delle tecniche e dell’ambito culturale tradizionale giapponese, e nel 1915 partecipa alla mostra d’arte Inten con alcune opere.  Si dissocia da Inten nel 1928 in segno di protesta contro le rigide regole di partecipazione e le critiche ricevute. Istituisce un proprio circolo artistico denominato Seiryūsha a Tokyo. Il circolo  Seiryūsha dal 1929 e fino al 1965 organizza due mostre all’anno e si colloca come movimento alternativo e in contrapposizione ad Inten.

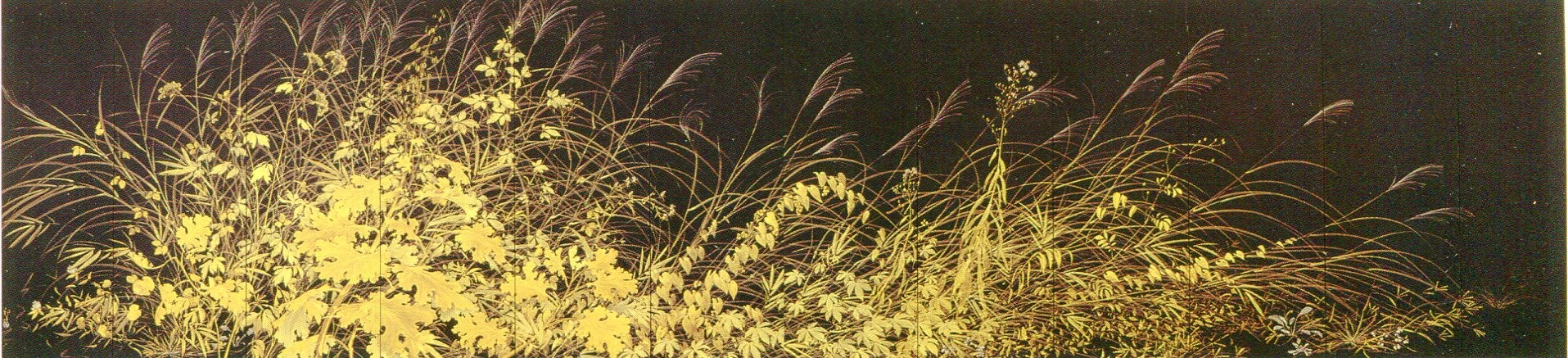
Flaming grasses

Ryūshi nel tempo sviluppa una posizione contraria ad una visione dell’artista come esecutore di opere destinate all’esposizione nelle residenze private nel tokonoma e quindi patrimonio di collezionisti e possidenti; piuttosto l’arte doveva essere accessibile ad un vasto pubblico e quindi collocata negli spazi collettivi. Conseguentemente le sue opere tendono ad essere di grandi dimensioni e destinate all’esposizione in grandi aree pubbliche. Il suo intento è stato quindi quello di liberare la pittura dal mecenatismo privato in funzione di un accesso libero e ampio. 
Nel 1950, dopo la morte della moglie e del figlio, intraprende il  pellegrinaggio agli 88 templi sull’isola di Shikoku, impiegando circa sei anni a compiere l’intero percorso e dedicandosi durante le soste alla realizzazione di disegni e schizzi.

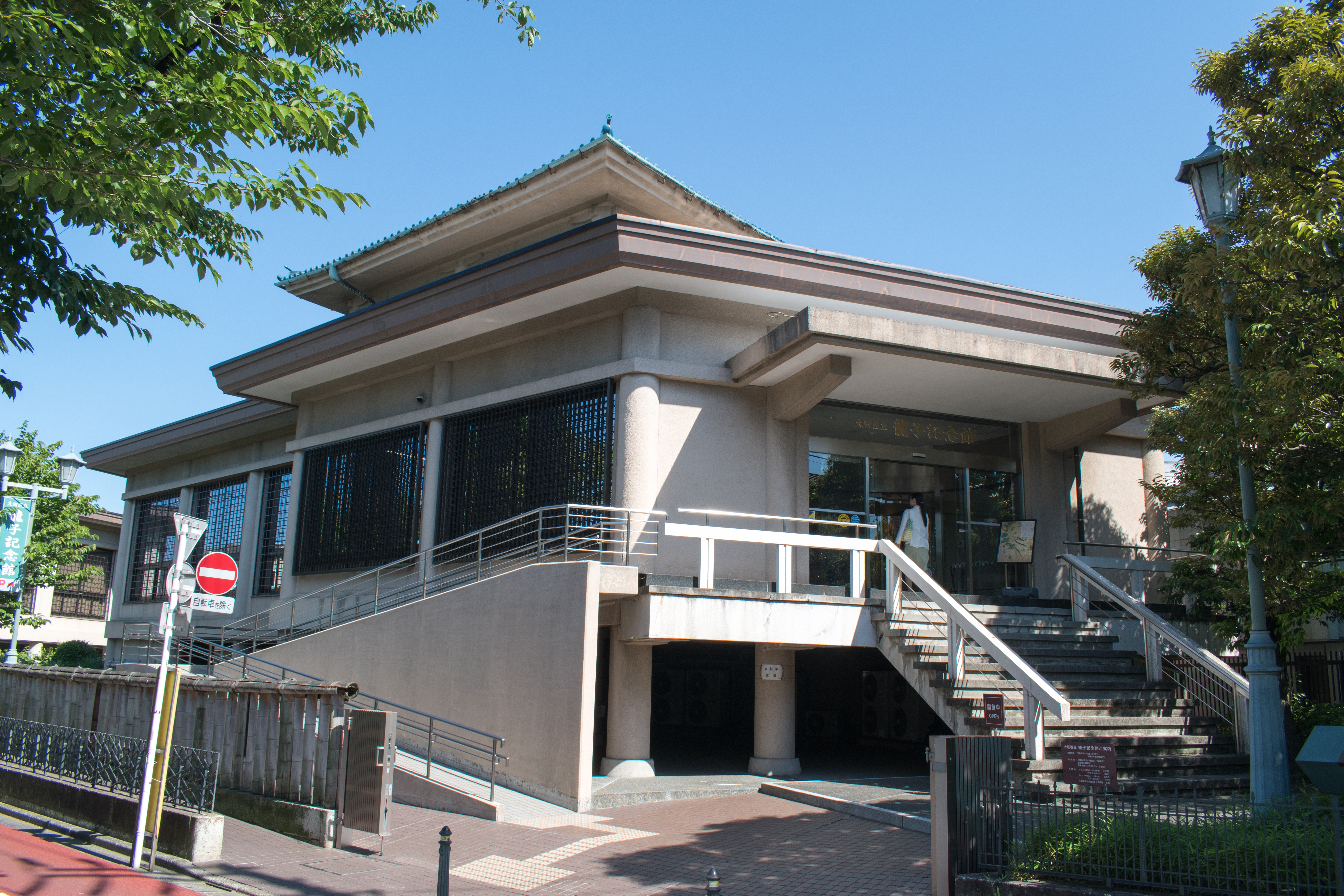
Museo memoriale Ryūshi

Nel 1959, gli viene conferito l’Ordine della Cultura dal Governo giapponese, onorificenza di rilievo in campo artistico e letterario.
Nel 1958 partecipa alla Esposizione internazionale d'arte di Venezia, dove ha esposto 7 dipinti.
Ryūshi è stato anche un poeta di Haiku; si dedicava alle composizioni poetiche come pratica quotidiana.
Nel 1963, poco prima della sua morte, trasforma la propria casa situata nel quartiere di Ōta a Tokyo nel Museo Memoriale municipale Ryushi, che successivamente, nel 1990, viene donato dai suoi eredi alla municipalità di Ōta. Il museo conserva la maggior parte delle sue opere di grandi dimensioni.

## Stile e soggetti
Pur rientrando nella corrente del Nihonga, l’influsso degli studi delle tecniche della pittura a olio e la conoscenza della pittura occidentale lo resero libero di arricchire con il chiaroscuro lo stile tradizionale.
In particolare il suo uso del colore intenso e vivace tende a riprodurre l’effetto della pittura a olio.
I soggetti delle sue opere sono assai vari, dal paesaggio alla natura morta, dal ritratto al nudo, dai soggetti religiosi, in particolare legati al buddhismo, a quelli mitologici, in uno stile appariscente allo scopo di attirare l’attenzione del pubblico a riflettere sul tema proposto.
Numerosi sono i suoi dipinti spettacolari per la dimensione, per la capacità espressiva, per l’originalità della composizione a colori nitidi.

## Opere principali
•	Naruto (1929) – Museo d’Arte Yamatane, Tokyo - coppia di paraventi a 6 pannelli, rappresenta a colori vivaci e con grande senso del movimento le acque turbolente del Vortice di Naruto, nello stretto omonimo, sorvolate da un cormorano; misura 185 x 838 cm.
•	Flaming grasses (1930)  – Museo nazionale d’arte moderna, Tokyo - coppia di paraventi a sei ante, oro e argento in varie colorazioni su seta blu; ciascuna anta misura 176 x 369 cm; erbe estive e grano maturo al vento.
•	 Aizen (Passione) (1934) - Museo d'arte Adachi, Yasugi, Prefettura di Shimane - coppia di pannelli 168 x 168 cm, rappresenta una coppia di anatre mandarine in uno stagno autunnale.